# Dijedon
Dijedon är ett mansnamn med albanskt ursprung med betydelsen "vill ha kunskap, dije don". Det fanns år 2007 1 person som hade Dijedon som förnamn i Sverige, varav 1 som tilltalsnamn.